# 喬伊·蓋洛
喬瑟夫·尼可拉斯·蓋洛（英語：Joseph Nicholas Gallo，1993年11月19日—），為美國職棒大聯盟的外野手，曾為一壘手和三壘手，目前為自由球員。他先前曾效力於遊騎兵、洋基、道奇、雙城與國民等隊。蓋洛於2015年登上大聯盟，並在2019年入選明星賽。

## 職業生涯

### 德州遊騎兵
2012年美國職棒大聯盟選秀，遊騎兵在第一輪39順位選進蓋洛。他以225萬美元成功加盟遊騎兵。
2015年
6月1日，蓋洛進入球隊的40人名單。他在隔天升上大聯盟，並在初登板敲出大聯盟首轟。6月5日，蓋洛單場吞下4次三振，他也是遊騎兵隊隊史最快達成此項紀錄的球員。6月30日，因為喬許·漢米爾頓回歸，因此蓋洛被下放到小聯盟。這年他在大聯盟的打擊率為2成04，敲出了6轟卻吞下57次三振。
2016年

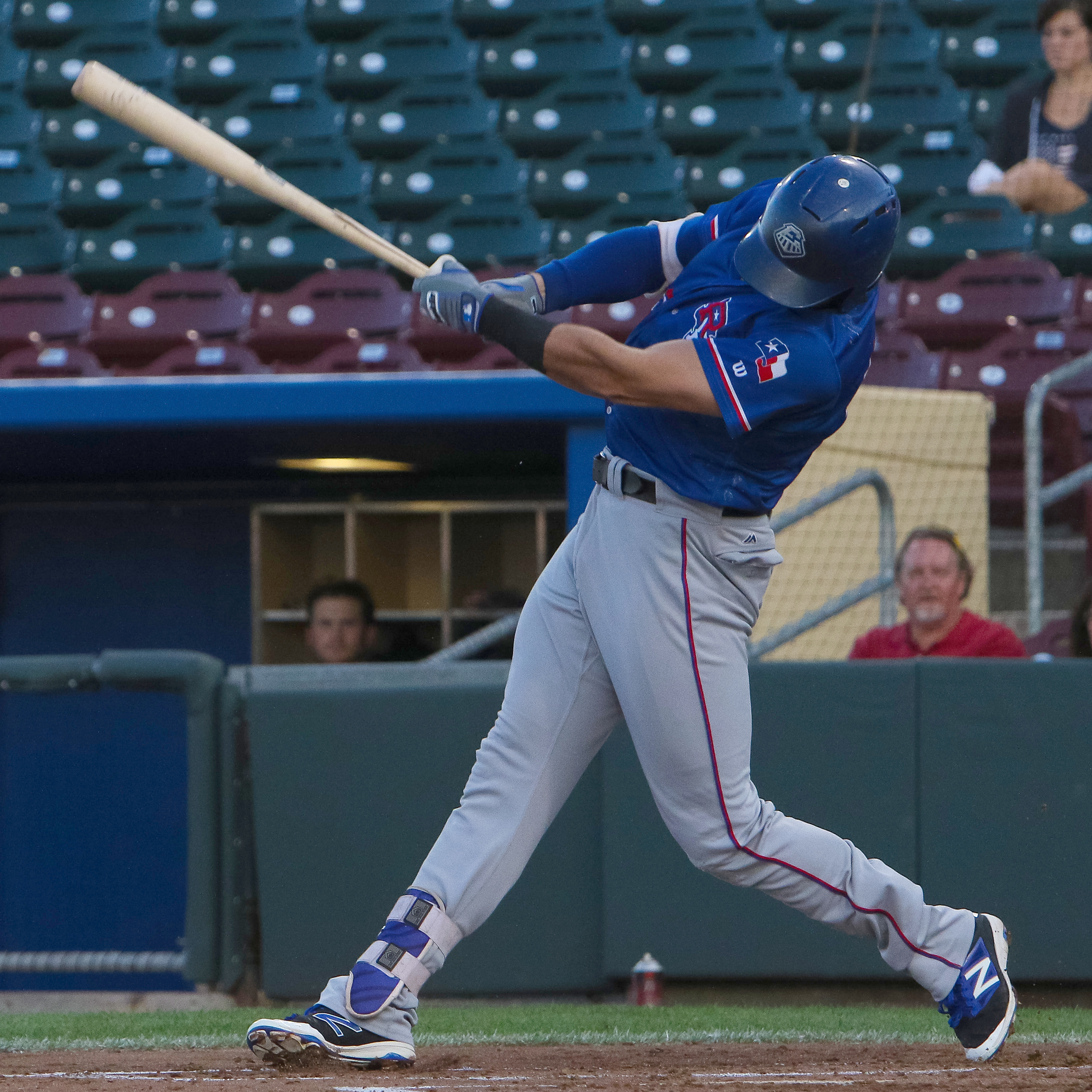
2016年的蓋洛

這年他幾乎都待在小聯盟，只在大聯盟出賽17場比賽。他僅僅25個打席就吞下19次三振，只敲出1安和1轟。
2017年
這年蓋洛成功進入開季名單，整年打擊率為2成09，並敲出41轟與80分打點。他的飛球比(54.2%)、強勁擊球比(46.4%)和揮空率(40.9%)都是大聯盟最高。
2018年
這年蓋洛的打擊率只有2成06，不過他平均每12.5個打席就會開轟。他敲出40轟與92分打點，但卻擁有全大聯盟最高的揮空率(38.3%)。
2019年
4月中，蓋洛拿下美聯單週最佳球員。5月8日，蓋洛敲出生涯第100轟。他以377場比賽達陣成為當時美聯史上最快達標紀錄，直到日後才被蓋瑞·桑契斯以355場比賽超越。在達成百轟的當下，蓋洛生涯的一壘安打只有93支，寫下大聯盟所有百轟球員的歷史新低紀錄。5月31日，蓋洛敲出生涯首支滿貫砲。6月25日，他因為左斜肌受傷而進入傷兵名單。這年他也以替補外野手身分入選明星賽，並在他唯一一個打席中開轟。7月25日，蓋洛因為右手鉤骨受傷而動手術，使得整季報銷。整年他的打擊率為2成53，並敲出22轟與49分打點。
2020年
他在這年的打擊率僅1成81，並敲出10轟。
另外他也獲得生涯首座金手套獎。
2021年
4月9日，教士隊的喬·馬斯葛洛夫投出無安打比賽，而蓋洛成為遊騎兵唯一一位站上壘包的選手。這年他還入選明星賽，並參加全壘打大賽。

### 紐約洋基
2021年7月29日，遊騎兵將蓋洛和喬利·羅德里格斯交易到洋基，換來Josh Smith、Glenn Otto、Trevor Hauver和Ezequiel Duran。

## 個人生活
蓋洛小時候在拉斯維加斯長大，布萊斯·哈波和克里斯·布萊恩都曾是蓋洛小時候加入的棒球隊隊友。布萊恩的父親麥克也曾指導過蓋洛棒球，而蓋洛的父親湯尼曾在1974年打過小聯盟。
2020年，大聯盟因為COVID-19疫情而延後開季。蓋洛便在這段期間於自家設立簡易打擊鳥籠維持打擊手感。

## 外部連結
- 球員資訊和成績在MLB ，ESPN ，Retrosheet ，Baseball Reference ，Baseball Reference (Minors) ，Fangraphs ，The Baseball Cube （英文）
- 喬伊·蓋洛的X（前Twitter）
- 喬伊·蓋洛的Instagram帳戶